# Кросс, Летиция
Летиция Кросс (англ. Letitia Cross; 1680-е, Суррей — 4 апреля 1737, Лондон) — британская певица и актриса. Выступала в театре «Друри-Лейн» и была любовницей русского царя Петра I, когда он посещал Англию в ходе Великого посольства.

## Биография
Кросс родилась в Суррее, предположительно в 1681 или 1682 году. Её мать также была актрисой, Летиция с детства воспитывалась в театре. В 1694 году, будучи еще ребёнком, она вошла в состав театральной труппы театра «Друри-Лейн» в Лондоне. Она исполняла песни Генри Пёрселла, а также появилась в его незаконченной опере «Королева индейцев».
Также она пела в спектаклях «Фиктивный брак» (англ. The Mock Marriage) и «Сёстры-соперницы» и в версии «Бури» Джона Драйдена.
В 1705 году Томас Клейтон создал оперу «Арсиноя», первую английскую оперу в итальянском стиле, и Кросс, лишь недавно вернувшаяся в театр «Друри-лейн», стала одной из основных её исполнительниц. В следующем месяце она выступала в спектаклях «Флоримель» и «Нежный муже».
В 1709 году Кросс исполняла Миранду в успешной комедийной пьесе Сюзанны Центливр «Занятое тело». В следующем году в театр «Друри-Лейн» пришло новое руководство, которое отказалось соблюдать пятилетний контракт с Кросс. Руководство изменило своё мнение, когда 73 поклонника Кросс подписали петицию в её поддержку. Её обвиняли в организации этого, но она отрицала своё участие.
Кросс умерла в своем доме в Лестер-Филдс в Лондоне 4 апреля 1737 года, оставив акции театра Lincoln’s Inn Fields и несколько траурных колец.

## Личная жизнь
В 1697—1698 годах русский царь Петр I совершал свое Великое посольство в Западную Европу. Он посетил Лондон, где Кросс стала его любовницей. После этого ей заплатили 500 фунтов стерлингов в качестве «подарка» — она сообщила, что ожидала большего, но царь ответил, что, по его мнению, он и так переплатил ей.
Позже в том же году она уехала во Францию с «неким баронетом».
В 1706 году она вышла замуж за Питера Вейра (англ. Peter Weir), но вскоре он был убит во Фландрии.